# 30 (álbum)
30 é o quarto álbum de estúdio da artista musical britânica Adele, lançado em 19 de novembro de 2021, através da Columbia Records. Inspirada por seu divórcio do ex-marido Simon Konecki, Adele aborda a separação no álbum, enquanto discute sua maternidade e o escrutínio da fama. Ela escreveu o álbum entre 2018 e 2021 com vários produtores, incluindo Greg Kurstin, Tobias Jesso Jr., Max Martin e Shellback, todos com quem trabalhou em seu álbum anterior, 25 (2015); novos colaboradores em 30 incluem Ludwig Göransson, Shawn Everett e Inflo da banda inglesa Sault.
O primeiro single, "Easy on Me", foi lançado em 15 de outubro de 2021 com sucesso internacional. 30 foi anunciado usando uma ampla campanha promocional, que incluí um concerto especial da CBS intitulado Adele One Night Only apresentando um segmento de entrevista pela apresentadora de talk show norte-americana Oprah Winfrey, em 14 de novembro de 2021, seguido por um concerto especial da ITV intitulado An Audience with Adele em 21 de novembro de 2021 e dois concertos no British Summer Time Hyde Park programados para 1 e 2 de julho de 2022 também. 
30 recebeu elogios de críticos musicais, que elogiaram sua instrumentação cinematográfica, fortes performances vocais, bem como o lirismo. Foi descrito como um álbum pop, jazz e soul com foco em temas românticos, mas melancólicos, de mágoa, aceitação e esperança. Diversos meios de comunicação o incluíram em suas listas de melhores álbuns de 2021. O álbum foi indicado a seis Grammy Awards, incluindo Álbum do Ano, tendo ganhado com o single "Easy on Me" como "Melhor Performance Pop Solo". O álbum ganhou o Brit Award de "Álbum Britânico do Ano" no Brit Awards 2022, tornando Adele a primeiro artista solo da história a ganhar o prêmio três vezes, tendo vencido anteriormente por 21 e 25. 30 alcançou o número um em vários países. 
No Reino Unido, alcançou as maiores vendas na primeira semana de qualquer álbum de uma artista feminina desde o terceiro álbum de estúdio de Adele, 25 (2015). Passou cinco semanas em primeiro lugar lá e seis nos Estados Unidos e após 72 horas de seu lançamento, se tornou o álbum mais vendido de 2021 nos EUA, mesmo sendo lançado em novembro. 30 foi o álbum mais vendido do ano nos dois países, assim como no mundo, com 5,54 milhões de cópias vendidas, de acordo com dados da IFPI.

## Antecedentes
Durante a concepção de 25, Adele escreveu material suficiente para o que ela afirmava poder ser três ou quatro álbuns. Mais tarde ela revelou que tinha quatro ou cinco canções que ela poderia revisitar mais tarde, entre elas uma canção com a contribuição de Greg Kurstin que ela achava que era mais apropriada quando ela fosse mais velha. Múltiplas colaborações com a compositora Diane Warren também foram cortadas de 25, embora Warren tenha mencionado a possibilidade de algumas das canções aparecerem em futuros álbuns. Em 2018, os principais meios de comunicação social relataram que Adele estava trabalhando no seu quarto álbum de estúdio. O baterista Matt Chamberlin confirmou que ele tinha estado no estúdio com ela para o seu quarto álbum de estúdio. Juntamente com Rick Nowels, John Legend e Raphael Saadiq na esperança de criar um álbum "cheio de soul, com um som mais eclético".

Apenas senti que queria explicar a ele, por meio deste álbum, quando ele estiver com uns vinte ou trinta anos, quem eu fui e por que escolhi, voluntariamente, desmantelar toda a sua vida em busca da minha própria felicidade. É uma ferida real para mim que eu não sei se algum dia serei capaz de curar

— Adele discutindo a concepção do álbum e seu filho com, Vogue
Após o casamento de Adele com Simon Konecki em 2018, 2 anos depois do que os meios de comunicação relataram, Adele pediu o divórcio em 2019. Após a separação de Konecki e em uma jornada de autocura, Adele começou as sessões de terapia e consertou o relacionamento distante com seu pai. Durante este período, Adele sofria de ansiedade, algo que ela afirmou em uma entrevista à Vogue que inspirou 30, junto com sua separação, o escrutínio da fama e sua maternidade. Os anos que se seguiram ao abandono de seu casamento atormentaram Adele, especialmente o efeito que teve sobre seu filho. Adele decidiu ter conversas regulares com seu filho sobre o divórcio e gravou suas conversas seguindo o conselho de seu terapeuta. Na mesma época, Adele voltou ao estúdio inspirada por suas conversas com o filho e querendo criar um corpo de trabalho que explicasse a ele por que ela deixou o pai.
No início da promoção de 25, Adele revelou que planejava parar de nomear seus álbuns com a idade. No entanto, em seu 31º aniversário, Adele publicou uma publicação nas redes sociais no qual ela–aparentemente brincando–se referia ao seu próximo álbum como 30, aludindo ao tema dos títulos de seus três álbuns anteriores. Em 15 de fevereiro de 2020, Adele anunciou no casamento de uma amiga que seu quarto álbum de estúdio seria lançado em setembro de 2020. No entanto, ela mais tarde confirmaria que a produção e o lançamento do álbum haviam sido adiados devido à Pandemia de COVID-19.
Em 18 de outubro de 2020, Adele confirmou que apresentaria o episódio de 24 de outubro do Saturday Night Live, revigorando a esperança dos fãs de que novas músicas seriam iminentes. No entanto, durante o episódio, Adele confirmou que seu quarto álbum de estúdio ainda não estava concluído. Mais tarde, ela deu a entender por meio de uma postagem no Instagram que retornaria à música em 2021. O comediante Alan Carr, um amigo próximo de Adele, também deu a entender que o álbum seria lançado em 2021, descrevendo o material que ouviu do álbum como "incrível" durante uma entrevista com a edição do Reino Unido da revista italiana Grazia, e completou: "Eu disse a ela [Adele]: "Essa voz é como uma velha amiga. É como uma velha amiga. Porque há algumas pessoas nas paradas que soam um pouco como Adele e você diz, "Oh, eles soam 'como' Adele", e então quando você ouve a voz dela novamente, você diz, "Oh não, há apenas uma. Há apenas uma Adele".

## Escrita e gravação
Usando a música como saída pós-divórcio, Adele foi ao estúdio descrevendo isto como "basicamente uma fuga". Da mesma forma que nos álbuns anteriores de Adele, as faixas vocais usadas em 30 são demos originais. Adele queria criar um "espaço seguro" durante a gravação do álbum e optou por trabalhar com menos pessoas do que em seu projeto anterior "25". A escolha dos produtores com os quais Adele se sentiu confortável influenciou sua escolha de colaboradores. Adele se reuniu com Kurstin, um colaborador e amigo de longa data, o que lhe permitiu sentir como se "poderia dizer qualquer coisa, cantar qualquer coisa, e eles não me julgariam". Juntos, Adele e Kurstin trabalharam em seis músicas; "Easy on Me", "My Little Love", "Cry Your Heart Out", "Oh My God", "I Drink Wine" e "All Night Parking".
Originalmente uma música de 15 minutos, inspirada em Elton John e Bernie Taupin, "I Drink Wine" foi escrita por Adele para expressar seu remorso por não estar presente para um amigo próximo e mais tarde foi diminuída após feedback da gravadora. "All Night Parking" credita postumamente o pianista de jazz americano Erroll Garner como artista de destaque, tornando-se a primeira música de um álbum padrão de Adele a ter crédito de artista de destaque. Adele trabalhou com colaboradores anteriores e produtores e compositores suecos Max Martin e Shellback, e com o cantor e compositor canadense Tobias Jesso Jr.
Adele também trabalhou pela primeira vez com produtores, incluindo o compositor sueco Ludwig Göransson , e o produtor britânico Inflo (do coletivo musical Sault). Fortemente inspirada na cinebiografia de Judy Garland, Adele foi atraída pelos novos sons, acordes e cadências que Göransson apresentou a ela, o que levou à música "Strangers By Nature". Adele imediatamente contatou a Inflo, devido à idade semelhante e ambos terem sido criados no norte de Londres. As sessões de gravação da dupla muitas vezes começavam com longas conversas, antes de apontarem uma emoção sobre a qual queriam escrever. Juntos eles escreveram e produziram três canções, "Woman like Me", "Hold On" e "Love Is a Game". Esta última foi inspirada no filme "Breakfast at Tiffany's", que foi reproduzido no modo mudo durante as sessões de gravação da faixa. "Hold On" foi escrita por Adele sobre as inúmeras vezes em que ela perdeu as esperanças durante seu divórcio e apresenta backing vocals com as vozes de seus amigos. Relembrando a escrita da faixa, Adele disse; “Lembro que eu não sorria muito por cerca de um ano. Mas não percebia que estava progredindo até escrever "Hold On" e ouvi-la de volta. Mais tarde, eu pensei, ‘Oh, eu realmente aprendi muito. Eu realmente percorri um longo caminho.'". Em fevereiro de 2020, 30 estava praticamente concluído, exceto por alguns elementos orquestrais e backing vocals.

## Produção
O álbum contém colaborações com os produtores e compositores suecos Max Martin e Shellback (ambos co-compositores do single "Send My Love (To Your New Lover)" de 25), o compositor sueco Ludwig Göransson, o cantor e compositor canadense Tobias Jesso Jr., o produtor de Little Simz, Inflo, bem como os rappers Tyler, the Creator e Skepta. Da mesma forma que os álbuns anteriores de Adele, as faixas vocais em 30 são demos originais.
Stereogum descreveu 30 como um disco pop, soul e jazz. Ele também contém elementos de R&B, gospel, e dance-pop. O álbum incorpora vocais de coro, harmonias, notas de voz, violinos, cordas, órgãos e metais. Tematicamente, o álbum aborda o divórcio, a ansiedade e a maternidade de Adele. Durante uma transmissão no Instagram, em 9 de outubro de 2021, Adele reiterou que 30 se concentraria em seu divórcio. Adele observou que 30 é mais introspectivo do que seus trabalhos anteriores. "Eu sinto que este álbum é autodestruição, depois autorreflexão e depois uma espécie de autorredenção", disse ela. "Eu realmente quero que as pessoas ouçam meu lado da história desta vez".
O álbum abre com "Strangers by Nature", uma canção cinematográfica com órgãos, cordas e letras tristes. A canção fecha com Adele falando o verso: "Tudo bem então, estou pronta", antes de levar a "Easy on Me". Esta última é uma balada de piano, na qual Adele aborda seu divórcio e implora por perdão e compreensão de seu filho, ex-marido, e dela mesma. "My Little Love" é uma canção de jazz, R&B e soul, que incorpora notas de voz das conversas de Adele com Angelo Adkins, seu filho, enquanto ela explica os efeitos de seu divórcio em sua vida e se desculpa. A quarta faixa do álbum, "Cry Your Heart Out" é uma música animada com piano, contrastando com suas letras sobre depressão e ansiedade, mas também a sensação de alívio. A produção de "Oh My God" incorpora palmas, órgão e baixo, juntamente com um groove R&B e uma amostra de dance-pop e electropop. Escrita durante um período em que a ansiedade de Adele estava diminuindo, a canção faz referência ao namoro pós-divórcio de Adele. Ela detalha liricamente a primeira vez que Adele foi flertada após seu divórcio. "Can I Get It" é uma faixa animada com violão acústico e um refrão assobiado. Liricamente, a música é sobre amor e desejo de um relacionamento verdadeiro e duradouro. "I Drink Wine" é uma balada poderosa com influências gospel, abordando o divórcio de Adele e se livrando de seu ego antes de recuperar a capacidade de amar novamente.
"All Night Parking" é um interlúdio que apresenta Erroll Garner. A música é construída em torno de uma amostra de "Finding Parking" (2017) de Joey Pecoraro, que por sua vez faz samples de "No More Shadows" (1964) de Garner. A música é sobre se apaixonar em um relacionamento à distância e a ansiedade em lidar com isso. "Woman Like Me", a nona faixa do álbum, tem um instrumental acústico. A música é sobre um parceiro que não está disposto a deixar seu relacionamento anterior, e deixa que isso atrapalhe seu relacionamento atual. Adele o indaga por sua preguiça e dúvida. "Hold On" é uma música com toques gospel, com Adele apoiada por um coral. A música descreve seus sentimentos sobre seu divórcio e diz a si mesma para permanecer esperançosa para o futuro. "To Be Loved" também é uma balada de piano, na qual Adele explica seu divórcio para seu filho e espera encontrar um caminho para a verdadeira felicidade. A última faixa, "Love is a Game", é uma canção cinematográfica influenciada pelo jazz, que detalha liricamente como encontrar o amor novamente e navegar em um relacionamento romântico.

## Lançamento e promoção
Em 1º de outubro de 2021, várias projeções e outdoors do número "30" começaram a aparecer ao redor do mundo em monumentos importantes como o Palácio de Buckingham, a Torre Eiffel, o Empire State Building, o Coliseu e o Louvre, alimentando a especulação de que Adele era a responsável, e que 30 seria o título de seu quarto álbum. Em 4 de outubro de 2021, Adele mudou todas as suas imagens de perfil nas redes sociais para uma foto azul marinho e também atualizou seu site para combinar com o novo logotipo. No dia seguinte, Adele anunciou o primeiro single "Easy on Me" a ser lançado em 15 de outubro de 2021. Em 13 de outubro de 2021, Adele anunciou oficialmente o título do álbum como 30 e 19 de novembro de 2021 como data de lançamento. A lista de faixas de 30 foi revelada em 1º de novembro de 2021. Uma prévia de "Hold On" foi apresentada em um comercial de televisão da Amazon intitulado "Kindness, the Greatest Gift", retratando a ansiedade entre jovens adultos associada à pandemia e estreou em 8 de novembro de 2021.
Em outubro de 2021, Adele tornou-se a primeira pessoa a aparecer simultaneamente no mesmo mês nas capas da edição americana e britânica da Vogue, ambas com sessões fotográficas separadas para as revistas, e entrevistas sobre o novo álbum.
Em 4 de novembro, a Consequence informou que a produção de discos de vinil no mundo estava sofrendo um colapso de atraso por conta da produção em massa de 30. Mais de 500.000 LPs de vinil de 30 foram fabricados nos 6 meses que antecederam o lançamento, já que a Sony Music retirou outros álbuns de suas fábricas de prensagem no exterior, o que foi um fator junto com a pandemia. Adele recebeu críticas por isso, no entanto, relatórios subsequentes afirmaram que "provavelmente não foi sua culpa [de Adele]". Ao contrário de 25, 30 foi disponibilizado em serviços de streaming no mesmo dia de seu lançamento em formatos físicos. A Columbia Records, que anteriormente só cuidava dos lançamentos de Adele na América do Norte, promoveu o álbum em todo o mundo. A edição deluxe exclusiva da Target adiciona duas faixas bônus e uma versão em dueto de "Easy on Me" com o cantor e compositor americano Chris Stapleton. As variantes de vinil foram vendidas em varejistas digitais, enquanto as fitas cassete estavam disponíveis na loja virtual de Adele.
30 foi promovido com especiais de televisão. O especial da CBS "Adele One Night Only", que apresentou a entrevista de Adele com Oprah Winfrey junto com performances de material lançado anteriormente e algumas faixas de 30, foi ao ar na CBS em 14 de novembro de 2021. Atraiu 11,7 milhões de telespectadores. O especial da ITV1 "An Audience with Adele", que foi filmado no London Palladium, foi ao ar em 21 de novembro. Adele também anunciou uma residência de concertos em Las Vegas, Weekends with Adele, que foi inicialmente programada para começar em 21 de janeiro de 2022 e duraria 24 shows. Adele atrasou a residência, citando atrasos na produção e casos de COVID-19 envolvendo sua equipe. Adele também realizou dois shows no British Summer Time Hyde Park, em Londres, em 1 e 2 de julho de 2022.
30 foi promovido com três singles. "Easy on Me" foi lançada em 15 de outubro de 2021. Após o lançamento, tornou-se a música mais transmitida, tanto em um dia quanto em uma única semana, no Spotify. A canção liderou as paradas em vários países, incluindo o UK Singles Chart e o US Billboard Hot 100. Sua versão em dueto com Stapleton foi promovida para estações de rádio country dos EUA em 19 de novembro de 2021. "Oh My God" foi lançado como segundo single em 29 de novembro de 2021. Estreou no segundo lugar do Official Singles Chart, atrás de "Easy on Me", e número cinco na Billboard Hot 100 dos EUA. O videoclipe da música dirigido por Sam Brown foi carregado no canal de Adele no YouTube em 12 de janeiro de 2022. "I Drink Wine" foi enviado para rádio na Itália em 4 de novembro de 2022, como o terceiro single do álbum. Seu lançamento foi acompanhado por um videoclipe dirigido por Joe Talbot.

## Recepção crítica
Após o anúncio de 30 e o lançamento do primeiro single "Easy on Me", James Hall do The Daily Telegraph escreveu que "um novo álbum de Adele não é apenas um lançamento - é um evento cultural global". Os meios de comunicação e os fãs apelidaram 30 como parte de uma tendência musical de 2021 chamada "Sad Girl Autumn" ou "Sad Girl Fall", que se refere ao lançamento de música melancólica e introspectiva de artistas femininas durante o outono. O Spotify removeu o botão "shuffle" para seus usuários Premium, conforme Adele propôs e comentou que "Nossa arte conta uma história e nossas histórias devem ser ouvidas como pretendemos." A ABC News chamou sua proposta de "um exemplo de seu poder na indústria musical".
30 foi aclamado pelos críticos musicais, muitos dos quais o consideraram o melhor álbum de Adele até agora. No Metacritic, que atribui uma pontuação 88 a 100 às avaliações das publicações, o álbum recebeu uma média aritmética ponderada de 88 com base em 23 avaliações dos críticos, indicando "aclamação universal". É o álbum mais bem avaliado de Adele no site. Os críticos elogiaram a crueza e intensidade do assunto e os temas líricos sobre esperança e aceitação. Neil McCormick do The Daily Telegraph acredita que apresenta canções "poderosas", emoções "intensas" e performances de "bravura". Kate Solomon, escrevendo para a revista i, disse que 30 foi um álbum "reverente e bagunçado, polido e doloroso" de uma "mulher em turbulência, de noites furiosas cheias de vinho a momentos tranquilos de lágrimas".
Comparando com os álbuns anteriores de Adele, o crítico veterano Robert Christgau descreveu 30 como um "avanço" e pensou que Adele sutilmente se desviou para um novo território no álbum, que é "um avanço em termos de variedade em relação a seus antecessores". A crítica do The Independent, Annabel Nugent, achou que ele se destacou por incluir canções de amor otimistas , ao contrário de seus álbuns anteriores. Alexis Petridis do The Guardian achou que 30 era monótono musicalmente e liricamente em comparação, mas suas faixas que divergem da fórmula usual de Adele são as melhores.
O AV Club considerou 30 uma homenagem de Adele a Amy Winehouse e um "obrigado" por seu impacto: "Como Winehouse fez em Back To Black, aqui Adele também navega pela dor que vem com o rompimento dos laços de amor, lavando-se." Regis Tadeu disse que a voz de Adele no álbum não tem nenhum corretor de afinação, e foi um "prazer" ouvir.

## Lista de faixas
| Edição padrão  |                                                     |                               |                         |         |  |
| N.º            | Título                                              | Compositor(es)                | Produtor(es)            | Duração |  |
| 1.             | "Strangers by Nature"                               | Adele Adkins Ludwig Göransson | Göransson               | 3:02    |  |
| 2.             | "Easy on Me"                                        | Adkins Greg Kurstin           | Kurstin                 | 3:44    |  |
| 3.             | "My Little Love"                                    | Adkins Kurstin                | Kurstin                 | 6:29    |  |
| 4.             | "Cry Your Heart Out"                                | Adkins Kurstin                | Kurstin                 | 4:15    |  |
| 5.             | "Oh My God"                                         | Adkins Kurstin                | Kurstin                 | 3:45    |  |
| 6.             | "Can I Get It"                                      | Adkins Max Martin Shellback   | Martin Shellback        | 3:30    |  |
| 7.             | "I Drink Wine"                                      | Adkins Kurstin                | Kurstin                 | 6:16    |  |
| 8.             | "All Night Parking" (com Erroll Garner) (Interlude) | Adkins Garner                 | Joey Pecoraro Kurstin   | 2:41    |  |
| 9.             | "Woman Like Me"                                     | Adkins Inflo                  | Inflo                   | 5:00    |  |
| 10.            | "Hold On"                                           | Adkins Inflo                  | Inflo                   | 6:06    |  |
| 11.            | "To Be Loved"                                       | Adkins Tobias Jesso Jr.       | Jesso Jr. Shawn Everett | 6:43    |  |
| 12.            | "Love is a Game"                                    | Adkins Inflo                  | Inflo                   | 6:43    |  |
| Duração total: | Duração total:                                      | Duração total:                | Duração total:          | 58:14   |  |

| Faixas bônus da edição deluxe |                                    |                  |                |         |  |
| N.º                           | Título                             | Compositor(es)   | Produtor(es)   | Duração |  |
| 13.                           | "Wild Wild West"                   | Adkins Göransson | Göransson      | 3:46    |  |
| 14.                           | "Can't Be Together"                | Adkins Kurstin   | Kurstin        | 4:18    |  |
| 15.                           | "Easy on Me" (com Chris Stapleton) | Adkins Kurstin   | Kurstin        | 3:44    |  |
| Duração total:                | Duração total:                     | Duração total:   | Duração total: | 70:02   |  |

Notas
- ↑[a]  "All Night Parking" é construída em torno da base musical de "Finding Parking" (2017) de Joey Pecoraro, que por sua vez faz sampler da música "No More Shadows" (1964) de Erroll Garner.

## Equipe e colaboradores
Músicos
- Adele – vocais (todas as faixas), notas de voz (3), pandeiro (5), pisadas (6), palmas (6, 12)
- Ludwig Göransson – piano, baixo, Rhodes, mellotron, programação de sintetizadores (1)
- David Campbell – cordas (1, 3, 7, 10, 12–15)
- Serena Göransson – cordas (1)
- Greg Kurstin – baixo, piano (2–5, 7); bumbo (2), mellotron (3, 4, 7), guitarra de aço (3), palmas (4, 5), guitarra (4), órgão Hammond B3 (4, 5, 7), programação de bateria, teclados (5); percussão (5, 7), orquestra, rhodes (7)
- Angelo Adkins – notas de voz (3)
- Chris Dave – bateria (3–5, 9), percussão (3, 9, 12), bongôs, vibraslap (4)
- Max Martin – piano, programação, teclados, vocais de apoio (6)
- Shellback – bateria, baixo, guitarra, percussão, programação, apito, teclados, stomps, palmas (6)
- Joey Pecoraro – bateria, piano adicional, trompete, violino (8)
- Erroll Garner – piano (8)
- Inflo – baixo (9, 10, 12), guitarra (9), guitarra elétrica, bateria, piano, órgão, percussão (10, 12); wurlitzer, palmas (12)

– piano (11 )
- Chris Stapleton – vocais (15)

Técnicos
- Randy Merrill – masterização
- Matt Scatchell – mixagem (1–4, 7–12)
- Tom Elmhirst – mixagem (1–4, 7–12)
- Şerban Ghenea – mixagem (5, 6)
- John Hanes – mixagem (5, 6)
- Riley Mackin – engenharia (1)
- Steve Churchyard – engenharia (1, 3, 7, 10, 12–15)
- Alex Pasco – engenharia (2–5, 7)
- Greg Kurstin – engenharia (2–5, 7, 14, 15), engenharia vocal (8)
- Julian Burg – engenharia (2–5, 7, 14, 15), engenharia vocal (8)
- Lasse Mårtén – engenharia (6)
- Michael Ilbert – engenharia (6)
- Sam Holland – engenharia (6)
- Inflo – engenharia (9, 10, 12)
- Matt Dyson – engenharia (9, 12)
- Todd Monfalcone – engenharia (9)
- Tom Campbell – engenharia (10)
- Ivan Wayman – engenharia (11)
- Shawn Everett – engenharia (11)
- Ryan Lytle – engenharia (12), assistência de engenharia (9)
- Bryce Bordone – assistência de engenharia (5, 6)
- Brian Rajaratnam – assistência de engenharia (10)

## Histórico de lançamento
| Região | Data                   | Formato(s)                                  | Gravadora | Ref.   |
| ------ | ---------------------- | ------------------------------------------- | --------- | ------ |
| Várias | 19 de novembro de 2021 | Cassete CD download digital streaming vinil | Columbia  | [ 98 ] |

## Desempenho comercial
Tabelas semanais
| Tabelas musicais (2021-2022)       | Melhor posição |
| ---------------------------------- | -------------- |
| Estados Unidos (Billboard 200)     | 1              |
| Estados Unidos (Top Album Sales)   | 1              |
| Austrália (ARIA Top 50 Albums)     | 1              |
| Canadá (Billboard Canadian Albums) | 1              |
| Irlanda (Irish Albums Chart)       | 1              |
| França (French Albums Chart)       | 1              |